# 石巻市立渡波小学校
石巻市立渡波小学校（いしのまきしりつわたのはしょうがっこう）は、宮城県石巻市にある公立小学校。

## 概要
1873年（明治6年）4月に宮殿寺二階仮校舎として創立。1947年（昭和22年）4月、新学制施行により渡波町立国民学校に改称。その後、 1959年（昭和34年）5月に渡波町が石巻市に編入したことで石巻市立渡波小学校と改称する。
2011年3月11日の東日本大震災で津波により大きな被害を受け仮設校舎での授業を再開していたが、2014年3月に校舎の改修工事が完了した。3月10日には体育館で5、6年生による再開後初の卒業式が行われた。

## 沿革
- 1873年4月 -  宮殿寺二階仮校舎として創立
- 1882年4月 -  高等小学校となる
- 1883年10月 - 現渡波支所地内に新校舎二棟竣工
- 1886年6月 - 渡波高等尋常小学校と改称
- 1898年4月 - 渡波尋常高等小学校となる
- 1904年4月 - 祝田分校廃止
- 1910年5月 - 現在地に第1号校舎竣工（以後、昭和34年3月までに第8号校舎を建設）
- 1914年7月 - 根岸分校廃止
- 1931年6月 - 校章制定（図案者:菊地三四郎、校旗寄贈者:久保田吉）
- 1939年5月 - 二宮尊徳像建設（寄贈者:内海求）
- 1941年4月 - 渡波国民学校となる
- 1947年4月 - 新学制施行により、渡波町立国民学校と改称
- 1951年5月 - 児童会の歌 誕生（作詞:猪股たか子、作曲:津田嘉男）
- 1956年6月 現校章制定（公募で日和町・山田薫の図案採用）
- 1957年7月
  - 講堂兼体育館竣工
  - 校歌制定（作詞:豊原政夫、作曲:海鋒義美）
  - 校旗寄贈（寄贈者:高砂忠）
- 1959年5月 - 石巻市立渡波小学校と改称
- 1967年8月 - プール工事完工
- 1969年4月 特殊学級開設
- 1970年4月 特殊学級後援会「はまなす会」設立
- 1974年5月 - 校舎改築第一期工事竣工（以後、昭和52年3月第四期工事竣工まであり）
- 1977年7月 - 校舎建設落成記念式挙行
- 1978年6月 - 万石浦小学校分離独立、宮城県沖地震発生
- 1986年3月 鹿妻小学校分離独立（児童180名）
- 1990年5月 - 福祉ボランティア協力校指定（平成2年度から平成4年度）
- 2000年新講堂完成
- 2001年3月 - 大プール改修工事完了（機械室・更衣室・シャワーなど含む）
- 2002年3月 - コンピュータ室設置
  - 4月 - 情緒障害学級設置
- 2011年
  - 3月 東日本大震災（宮城県沖を震源とするマグニチュード9.0・震度6弱の地震）発生
  - 5月 貞山小学校・山下中学校を間借りしての授業再開
  - 8月 稲井中学校校庭 仮設校舎での授業再開
- 2012年3月 東日本大震災一周忌鎮魂の会
- 2014年3月 - 校舎の改修工事が完了[1]

## 通学区域
石巻市立渡波小学校の学区は以下の通りである。
- 浜松町、伊勢町、松原町、大宮町、長浜町、幸町、渡波町一丁目・二丁目・三丁目、三和町、新成一丁目・二丁目・三丁目、さくら町三丁目・四丁目・五丁目
- 渡波字
  - 鹿松、不動下、谷地頭、小法師、鹿松山、沖曽根（10番地2）、旭ヶ浦（123から147番地を除く）、大林下、新沼、下榎壇、渋井、転石山（61番地）、黄金浜、上榎壇、浜曽根の壱、浜曽根山（1番地35、8番地を除く）、橋下（111から121番地）、念仏壇（43番地1、46から153番地）、上伊勢谷地

## 進学先中学校進学
公立であれば石巻市立渡波中学校に進学する。

## アクセス
- 鉄道
  - JR石巻線 渡波駅から徒歩1分・車で1分。
- 自動車
  - 三陸沿岸道路石巻河南ICから車で約25分。

## 周辺

### 公共施設
- 東日本旅客鉄道
  - 石巻線渡波駅
- 万石橋
- 汐見台公園
- 宮城県慶長使節船ミュージアム（サン・ファン館）

### 自然
- 万石浦

### 道路
- 国道398号
- 宮城県道2号石巻鮎川線

## 教育目標

### 学校経営の基盤
「命を守り育てる」

### 経営方針
「子どもも教職員も自分のよさを実感し、発揮できる信頼される学校」を目指して

### 教育目標
1.めざす児童像
賢く - よく考える子ども
・すすんで学習する  ・楽しく学習する  ・計画を立て学習する
美しく -  思いやりのある子ども
・自他を大切にする  ・友達を大切にする  ・他のために行動する
強く - がんばりのきく子ども
・夢中になって取り組む ・粘り強く取り組む  ・めあてに向かいやり抜く
2.めざす学校像
- 子どもが、自分のよさを実感できる学校
- 職員が、働きがいを感じることのできる学校
- 保護者や地域に信頼され、愛される学校

3.めざす教師像
- 指導のねらいを明確にして授業に臨む教師
- 共に汗し、児童の心が分かる教師
- 常に危機管理意識をもち安全に配慮する教師
- 人として研鑽を積み、専門性を高める教師
- 謙虚さ・意欲・協働を大切にする教師[4]